# یوناس روحی
یوناس روحی (انگلیسی: Jonas Rouhi؛ زادهٔ ۷ ژانویهٔ ۲۰۰۴) بازیکن فوتبال سوئدی-مراکشی است که در حال حاضر برای باشگاه فوتبال  یوونتوس نکست جن بازی می‌کند. 
وی همچنین در تیم‌های ملی فوتبال زیر ۱۷ سال سوئد، زیر ۱۹ سال سوئد و زیر ۲۱ سال سوئد بازی کرده است.